# Lacul Bled
Lacul Bled (în slovenă Blejsko jezero; în germană Bleder See, Veldeser See) este un lac din Alpii Iulieni, situat în regiunea Carniola Superioară din nord-vestul Sloveniei, în vecinătatea orașului Bled. Zona este o destinație turistică populară. Lacul se află la 35 km de Aeroportul Internațional Ljubljana și la 55 km de capitala Sloveniei, Ljubljana.

## Geografie și istorie
Lacul are origine mixtă glaciară și tectonică. Dimensiunile sale sunt următoarele: lungime - 2.120 m lungime, lățime - 1.380 m lățime și adâncime maximă - 25,9 m. Lacul se află într-un cadru natural pitoresc, înconjurat de munți și păduri, și are o mică insulă în mijlocul lui. Castelul medieval Bled se află pe un deal de pe malul nordic al lacului și a fost transformat în muzeu. La capătul vestic al lacului se află Valea Zaka.
Campionatele Mondiale de Canotaj din 1966, 1979, 1989 și 2011 s-au desfășurat pe lacul Bled.

## Insula Bled

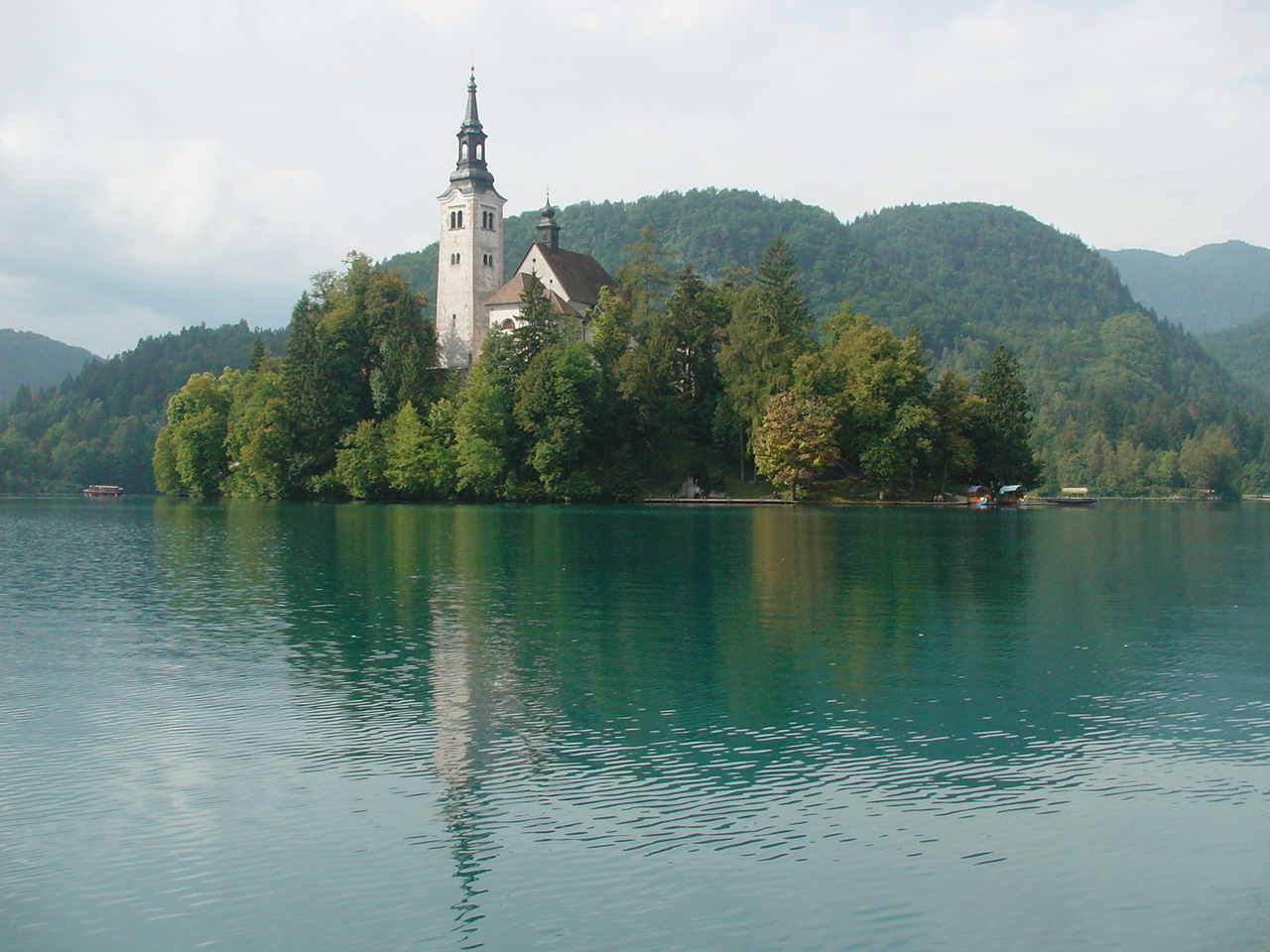
Insula Bled

În mijlocul lacului se află mica insulă Bled (Blejski otok). Acolo există mai multe clădiri, cea mai cunoscută dintre ele fiind biserica de pelerinaj cu hramul Adormirea Maicii Domnului (Cerkev Marijinega vnebovzetja), construită în forma sa actuală pe la sfârșitul secolului al XVII-lea și decorată în prezbiteriu cu resturi de fresce gotice ce datează din jurul anului 1470 și cu un mobilier în stil baroc. Biserica are un turn înalt de 52 de metri.
Există o scară barocă cu 99 de trepte de piatră care face legătura între docul unde acostează bărcile și biserică; scara datează din jurul anului 1655. Biserica este vizitată frecvent, acolo fiind organizate nunți în mod regulat. În tradiția populară se consideră un gest aducător de noroc purtarea în brațe a miresei pe trepte de către mire în ziua nunții, înainte de sunetul clopotului și de rostirea unei dorințe în interiorul bisericii.
Transportul spre insula Bled se face în mod tradițional cu o barcă de lemn cunoscută sub numele de pletna. Cuvântul Pletna este un împrumut din cuvântul german bavarez Plätten, care înseamnă „barcă cu fund plat”. Unele surse afirmă că pletna a fost folosită pe Lacul Bled încă din anul 1150 d.Hr., dar majoritatea istoricilor datează folosirea primelor bărci de acest fel în jurul anului 1590 d.Hr. Având o formă asemănătoare cu gondolele italiene, pletna poate transporta maxim 20 de pasageri. Bărcile moderne sunt încă făcute de mână și pot fi recunoscute prin copertinele colorate. Vâslașii unei pletna folosesc tehnica stehrudder pentru a propulsa bărcile și a naviga pe lac, folosind două vâsle. Meseria de vâslaș pe lacul Bled datează din 1740, când împărăteasa Maria Tereza a acordat pentru 22 de familii locale dreptul exclusiv de a transporta cu barca pelerinii pe lacul Bled pentru a se închina la biserica de pe insula Bled. Accesul la această profesie este încă restricționat. Mulți vâslași actuali sunt descendenți direcți ai celor 22 de familii originale.

## Gastronomie
Specialitatea culinară a zonei, un produs de patiserie cu cremă (kremna rezina sau kremšnita „Cremeschnitte”), a fost desemnată de guvernul sloven în anul 2016 ca produs cu denumire de origine protejată. Deși mai multe produse de patiserie slovenă cu cremă datează din epoca habsburgică, rețeta „oficială” actuală a fost creată în 1953 de Ištvan Lukačević, fostul director al patiseriei Hotelului Park. Există aici un festival anual dedicat patiseriei. Se estimează că 12 milioane de produse de patiserie cu cremă au fost pregătite în patiseria Hotelului Park în ultimii 60 de ani.

## Legături externe
- sl  Bled island website
- en  Lake Bled Tourism Arhivat în 28 mai 2019, la Wayback Machine.